# تاکو ماتسودا
تاکو ماتسودا (انگلیسی: Takeo Matsuda؛ زادهٔ ۱۳ اکتبر ۱۹۶۱) بازیکن فوتبال اهل ژاپن است.
از باشگاه‌هایی که در آن بازی کرده‌است می‌توان به باشگاه فوتبال کاوازاکی فرونتال اشاره کرد.